# Mixed Media

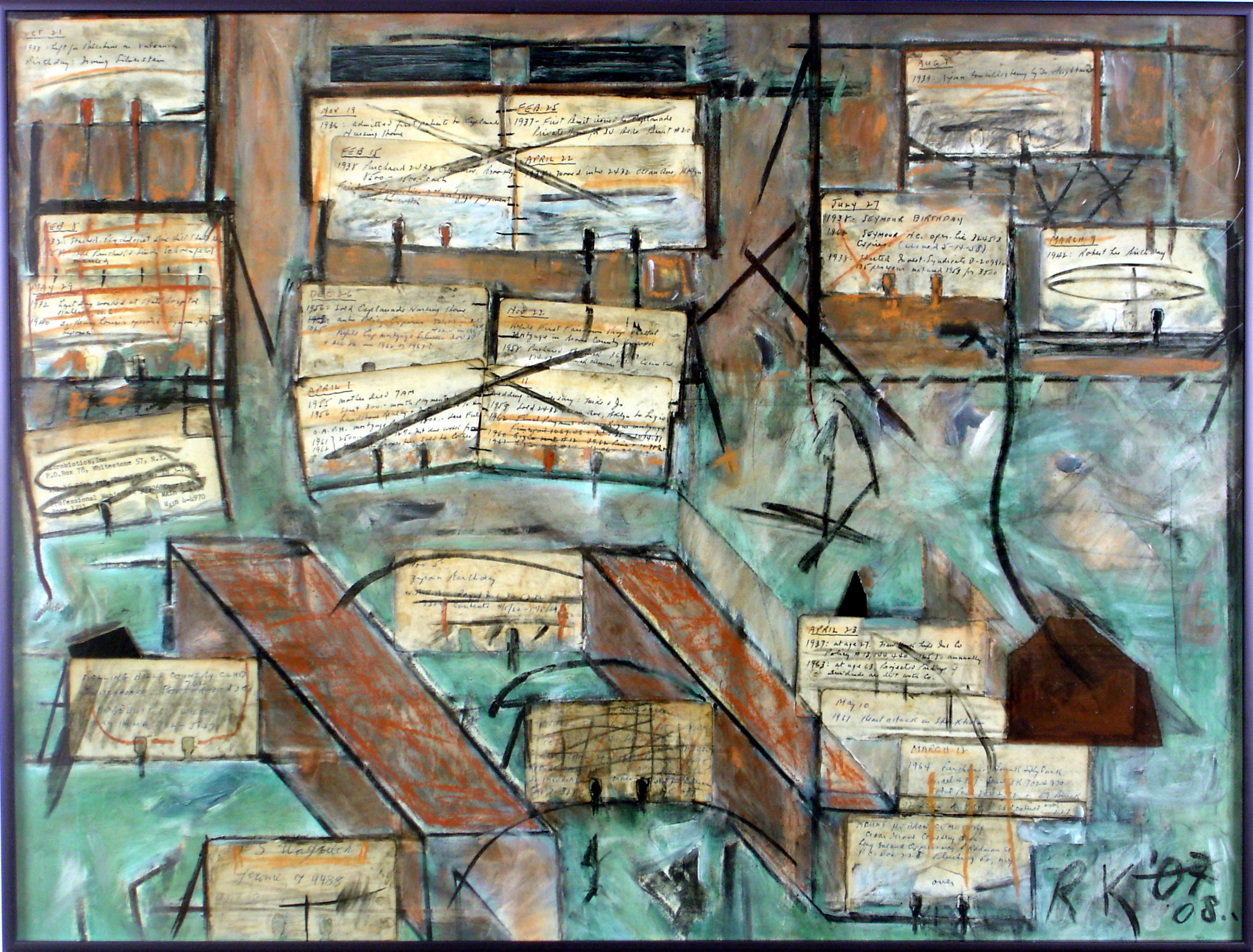
Robert Kehlmann: Family History, 2008 (Mixed Media)

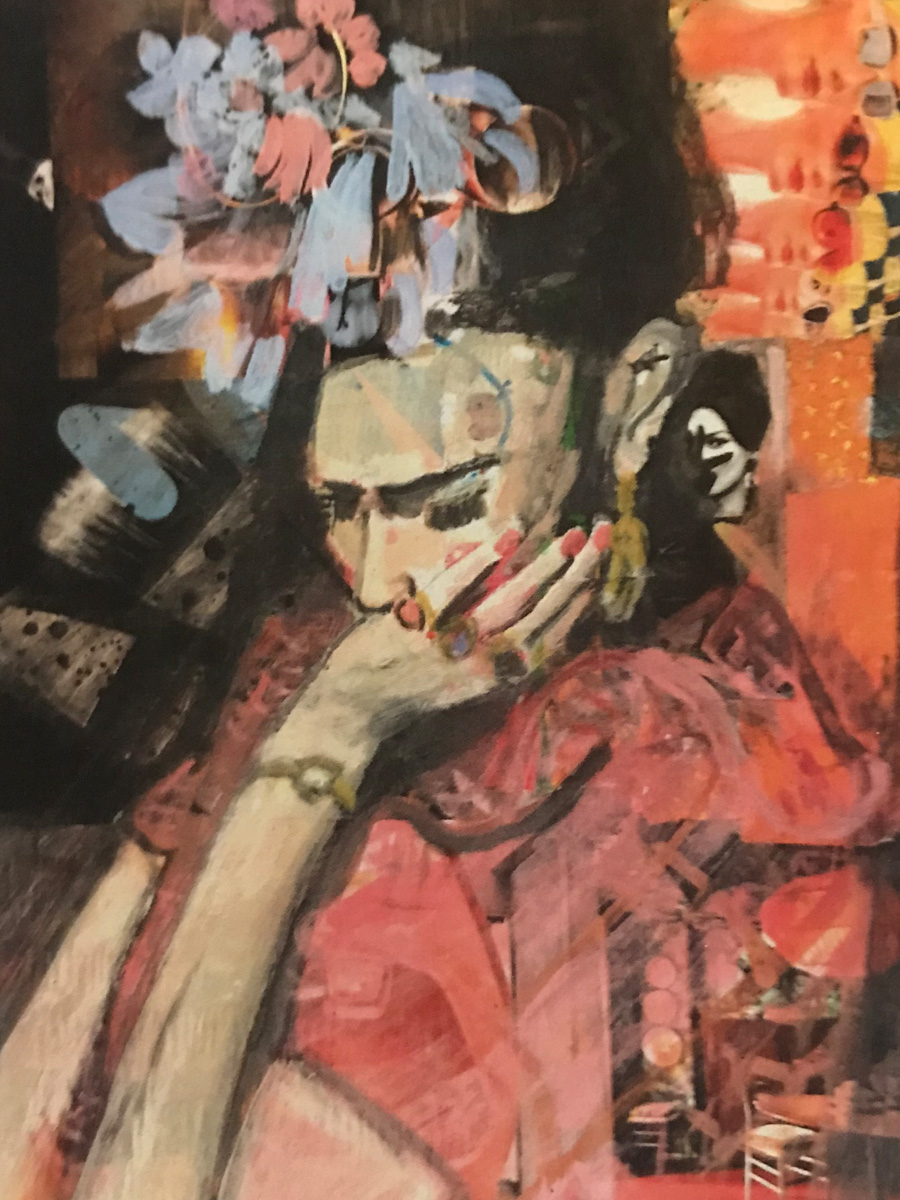
Lena Braun, Hommage à Frida Kahlo, 2016 (Mixed Media)

Der Begriff Mixed Media steht in der bildenden Kunst für die Verwendung unterschiedlicher Medien oder Techniken bei der Erstellung eines Werkes.
Ein Beispiel für Mixed Media ist die Integration zeichnerischer Elemente in einem Gemälde auf demselben Malgrund: Das ist dann weder eine Collage noch Multimedia. Der Begriff Multimedia wird für ein entsprechendes Vorgehen außerhalb der Künste verwendet.
Speziell bei Klebetechniken ist es wichtig, die einzelnen Schichten jeweils gut trocknen zu lassen und Ölfarbe – sofern verwendet – zuletzt aufzutragen. Bei der Nutzung vieler oder schwerer Materialien sollte der Malgrund besonders fest sein, Holz kommt dabei oft zum Einsatz. Im Handel wird auch spezielles Papier für Mixed-Media-Arbeiten angeboten, das besonders robust ist, beispielsweise aus Bambusfasern.
Als Pionier von Mixed Media gilt Andy Warhol.
Mixed Media ist nicht zu verwechseln mit der Mischtechnik, einer Maltechnik der Ölmalerei.